# Leucocoryne inclinata
Leucocoryne inclinata är en amaryllisväxtart som beskrevs av Pierfelice Ravenna. Leucocoryne inclinata ingår i släktet Leucocoryne och familjen amaryllisväxter. Inga underarter finns listade i Catalogue of Life.